# Susanne K. Langer
Susanne K. Langer (* 20. Dezember 1895 in New York; † 17. Juli 1985 in Old Lyme) war eine US-amerikanische Philosophin und Autorin.

## Leben
Susanne K. Langer (Geburtsname Susanne Katherina Knauth) wuchs in einer wohlhabenden deutschstämmigen Familie in New York auf. Ihr Vater war Rechtsanwalt und Mitinhaber des Bankhauses Antonio Knauth. Die Tochter wuchs in der US-amerikanischen Gesellschaft mehrsprachig auf: Im Elternhaus wurde Deutsch gesprochen, und sie besuchte eine französische Schule. Weil der Vater die Instrumente Klavier sowie Cello spielte, wurde seine Tochter durch diesen Einfluss zur Cellistin.
Langer begann 1916 ein Studium der Philosophie bei Henry Maurice Sheffer am Radcliffe College. Das College war eine Bildungseinrichtung für Frauen, das damals in einer Kooperation mit der Harvard University betrieben wurde. Langers Hauptinteresse galt der symbolischen Logik. Ab 1924 studierte sie bei Alfred North Whitehead, der auch ihre Dissertation betreute.
Sie lehrte von 1927 bis 1942 als Tutorin am Radcliffe College, arbeitete als Assistant Professor an der University of Delaware, als lecturer an der Columbia University.
Für Langer war die symbolische Logik bis zum Ende der 1930er Jahre das zentrale Instrument der Philosophie. Unter dem Titel The Practice of Philosophy veröffentlichte sie 1930 eine Einführung in die Philosophie. Ludwig Wittgenstein, Bertrand Russell und Rudolf Carnap hatten zunächst einen starken Einfluss auf ihr Denken ausgeübt. Jedoch begrenzte Langer ihre philosophische Arbeit nicht auf die Begriffsanalyse, sondern sah in der Konstruktion neuer Begriffe und Begriffszusammenhänge die zentrale Aufgabe der Philosophie. Ihr Buch An Introduction to Symbolic Logic, erschienen 1937, war eine der ersten Einführungen in die moderne symbolische Logik.
Im Jahr 1941 lernte Langer den in den USA lebenden Philosophen Ernst Cassirer kennen. Unter dem Einfluss der Philosophie Cassirers erschien 1942  unter dem Titel Philosophy in a New Key. A Study in the Symbolism of Reason, Rite and Art. das Buch, das zum Bestseller wurde. Die in dem Werk getroffene Unterscheidung zwischen diskursiver und präsentativer Symbolisierung hat Langer auch im deutschen Sprachraum bekannt gemacht und wurde Grundlage ihrer ästhetischen Theorie. Die präsentative Symbolisierung ermöglicht die Artikulation visueller Formen von Ideen, die sich sonst einer sprachlichen Projektion widersetzen. Damit ist es möglich, dass auch Kunstwerke als Symbole verstanden werden können. Die Kunst liefert also im wittgensteinschen Sinne Symbole für das „Unsagbare“, das Leben der Gefühle, das Gegenstand der Kunst ist.
Susanne K. Langer hatte Gastprofessuren an folgenden Universitäten inne: New York University, Northwestern University (Evanston-Campus), Ohio State University, Columbia University, University of Washington (Seattle-Campus) und University of Michigan. Von 1954 bis zu ihrer Emeritierung im Jahr 1961 war Langer Professorin für Philosophie am Connecticut College in New London (Connecticut).

## Mitgliedschaft
- 1960: American Academy of Arts and Sciences

## Zitat
„Kunst ist das Erschaffen von Formen, die menschliches Fühlen symbolisieren.“

## Schriften

### Monografien
- The Cruise of the Little Dipper and Other Fairy Tales. Märchen. Illustriert von Helen Sewall. Norcross, New York 1923.
  - Nachdruck: The Cruise of the Little Dipper and Other Fairy Tales. Abela Publishing, Owlsmoor 2020.
- The Practice of Philosophy. Mit einem Vorwort von Alfred North Whitehead. New York 1930.
- An Introduction to Symbolic Logic. Boston/New York, London 1937.
- Philosophy in a New Key. A Study in the Symbolism of Reason, Rite, and Art. Cambridge Mass., 1942
  - Deutsche Ausgabe: Philosophie auf neuem Wege. Das Symbol im Denken, im Ritus und in der Kunst. Aus dem Amerikanischen übersetzt von Ada Löwith. Fischer Verlag, Frankfurt am Main 1965 und 1984, ISBN 978-3-596-27344-7.
- Feeling and Form. A Theory of Art Developed from Philosophy in a New Key. Macmillan Pub Co, New York 1953, ISBN 978-0-684-71832-3
  - Deutsche Ausgabe: Fühlen und Form. Eine Theorie der Kunst. Aus dem Amerikanischen übersetzt von Christiana Goldmann und Christian Grüny. Herausgegeben von Christian Grüny. Felix Meiner Verlag, Hamburg 2018, ISBN 978-3-7873-2879-6.
- Problems of Art: Ten Philosophical Lectures. London/New York 1957.
- Philosophical Sketches. 1962.
- Mind: An Essay on Human Feeling. (1967/82) drei Bände, Teil I (Baltimore 1967), Teil II (Baltimore 1973), Teil III (1982)

### Herausgeberin
- Reflections on Art. 1961.

### Übersetzung
- Ernst Cassirer: Sprache und Mythos. 1925. Erschienen unter dem Titel: Language and Myth. 1946.